# Nat Love

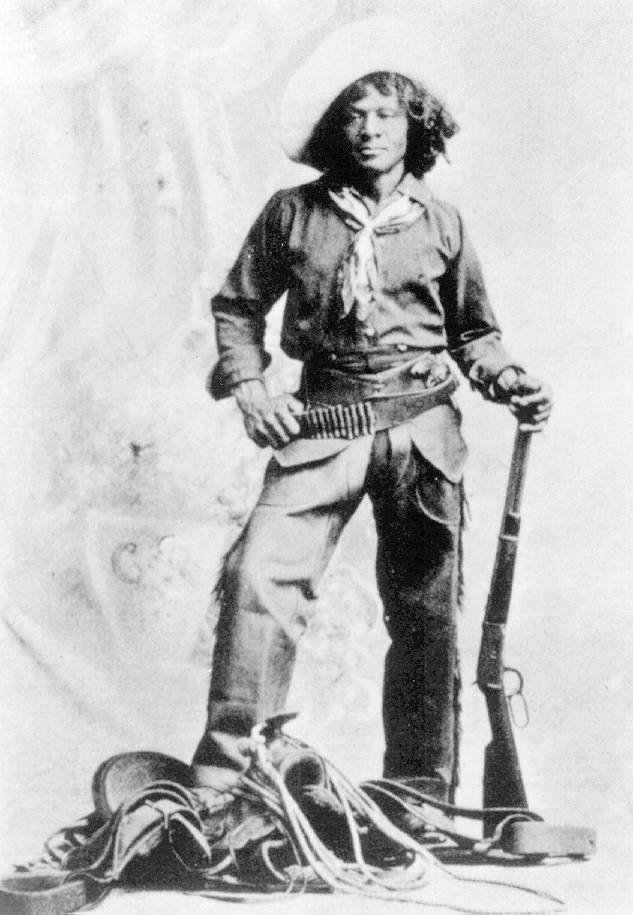
Nat Love als Cowboy beim Turnier in Deadwood (1876)

Nat Love (* Juni 1854 im Davidson County, Tennessee; † 1921 in Los Angeles, Kalifornien) war ein afroamerikanischer Cowboy im Cattle Country nach dem Amerikanischen Bürgerkrieg, der auch als Deadwood Dick Bekanntheit erlangte. Der als Sklave geborene Love war nach dem Bürgerkrieg als Cowboy, Rodeoreiter, Schlafwagenschaffner (Pullman porter) und Autor tätig.
1907 schrieb er seine Autobiographie, in der er über sein bisheriges Leben, aber auch die Tätigkeit seines Vaters als Sklaven-Vorarbeiter, dem farbigen Assistenten eines weißen Aufsehers, und seiner Mutter, einer Chefköchin einer Plantagenküche, berichtete.

## Leben
Nat Love wurde um das Jahr 1854 als Sohn des Sklaven-Vorarbeiters Sampson Love und der Chefköchin einer Plantagenküche auf der Plantage von Robert Love im Davidson County im US-Bundesstaat Tennessee geboren. Seine älteren Geschwister waren die rund acht Jahre ältere Sally sowie der rund fünf Jahre ältere Jordan. Trotz klarer Richtlinien, die Farbigen eine Alphabetisierung verboten, lernte der Sklavensohn mit Hilfe seines Vaters das Lesen und Schreiben. Nach dem Ende der Sklaverei in den Vereinigten Staaten versuchte der Vater Sampson Love eine Familienfarm aufzubauen, auf der vor allem Tabak und Mais angebaut werden sollte, jedoch verstarb er kurz nach der ersten Ernte und dem Anbau der zweiten. Um seine Familie auf der Farm versorgen zu können, begann Nat Love eine zweite Arbeit auf einer anderen lokalen Farm. Nach Jahren, in denen er stets Gelegenheitsarbeiten verrichtete, gewann er bei einer Verlosung ein Pferd, das er allerdings verkaufte, um im Gegenzug die Stadt zu verlassen. Daraufhin ging er westwärts nach Dodge City, Kansas, wo er eine Arbeit als Cowboy auf der Duval Ranch, die ursprünglich aus Texas stammt, fand. Wegen seiner als exzellent geltenden Reitkunst gaben ihm die anderen Cowboys auf der Duval Ranch den Namen Red River Dick. Nach einiger Zeit in Dodge City zog er mit den Cowboys zur bereits genannten (Stamm-)Ranch im Texas Panhandle.
Während seiner Zeit als Cowboy kämpfte Love gegen Viehdiebe, ertrug das Schlechtwetter und galt nicht nur als ausgezeichneter Reiter, sondern als ebenso ausgezeichneter Schütze. Am 4. Juli 1876 nahm er an einem Rodeo in der gerade erst gegründeten Stadt Deadwood in South Dakota teil, wo er alle sechs Wettbewerbe für sich entscheiden konnte und von den Zusehern den Namen Deadwood Dick verliehen bekam. Im Oktober 1877 wurde Nat Love von einer Gruppe Pima nahe dem Gila River in Arizona entführt, während er gerade herumirrende Kühe zusammentrieb. Später berichtete Love, dass er von den Indianern verschont wurde, da diese seine Kampfkunst respektierten. Irgendwann stahl der ehemalige Sklave ein Pony und ritt mit diesem in den Westen von Texas. Während seiner Zeit in Arizona lernte er von mexikanischen Vaqueros die spanische Sprache, die er nach einiger Zeit nahezu muttersprachlich beherrschte. Die letzten Jahrzehnte seines Lebens verbrachte Nat Love als „Pullman porter“, einem nach George Mortimer Pullman benannten und vorwiegend farbigen Bediensteten in Schlafwagen der Eisenbahn, bei der Denver and Rio Grande Western Railroad. Während seiner Zeit als Gepäckträger traf er auch einige Male auf George M. Pullman, den er als stattlichen, großzügigen Mann, der für all seine Mitarbeiter immer ein offenes Ohr hatte, beschrieb.
Im Jahre 1907 verfasste er die Autobiografie Life and Adventures of Nat Love, Better Known in the Cattle Country as "Deadwood Dick,", in der er sein gesamtes Leben, einschließlich das seiner Familie, niederschrieb. Diese Autobiografie, deren voller Titel Life and Adventures of Nat Love, Better Known in the Cattle Country as "Deadwood Dick," by Himself; a True History of Slavery Days, Life on the Great Cattle Ranges and on the Plains of the "Wild and Woolly" West, Based on Facts, and Personal Experiences of the Author war, wurde in Los Angeles, wo Nat Love die beiden letzten Jahrzehnte seines Lebens verbrachte, veröffentlicht. Im Jahre 1921 verstarb Nat Love 67-jährig in Los Angeles, wo er sich bereits Jahrzehnte davor niedergelassen hatte.